# Mattias Trost
Mattias Trost, född 25 september 1582 i Stockholm, död 12 juni 1648, var en svensk ämbetsman och riksdagsman.

## Biografi
Mattias Trost föddes 1582 i Stockholm. Han var son till sämskmakaren Valentin Trost och Kerstin Markusdotter. Trost fick burskap som sämskmakare i Stockholm 1608 och blev 1611 kyrkvärd vid Klara kyrka. Han blev 12 december 1614 rådman i Stockholms norra förstad och blev 24 april 1618 i borgmästare i Stockholm. Från 1629 var han även proviantkommissarie och krigskommissarie. Trost var riksdagsman vid riksdagen 1627, riksdagen 1627–1628, riksdagen 1629, riksdagen 1630, riksdagen 1631, riksdagen vintern 1632, riksdagen hösten 1632, riksdagen 1633 och riksdagen 1634. När stadsrättigheterna för norra förstaden drogs in 21 april 1635 blev han assessor vid Stora sjötullen och inspektor över småtullarna och accisen i Stockholm, samt borgmästare i staden. Vid riksdagen 1635 var  han talman för borgarståndet. När borgmästartjänsten delades 13 maj 1636 blev han stadens första ämbetsborgmästare. Trost avled 1648 och begravdes 22 juni samma år i Klara kyrka.

### Familj
Trost gifte sig första gången 12 oktober 1616  med Gertrud Johansdotter (död 1620). Hon var syster till borgmästaren i Tomas Johansson i Stockholm.
Trost gifte sig andra gången 1620 med Anna Gregersdotter (död 1623). Hon var dotter till bagaren Greger.
Trost gifte sig tredje gången 1624 med Anna Olofsdotter. Hon var dotter till rådmannen Olof Holm den äldre och Nilsdotter. Anna Olofsdotter var änka efter Nils Kråka och borgmästaren Olof Pedersson Humbla.
Trost gifte sig fjärde gången 4 november 1638 med Ingrid Hansdotter. Hon var dotter till Hans Olofsson. De fick tillsammans barnen ryttmästaren Mattias Gyllentrost (1644–1684) och majoren Gustaf Gyllentrost (1645–1704). Barnen adlades till Gyllentrost.